# Amada Amante
Amada Amante é um filme brasileiro, de 1978, do gênero comédia, dirigido por Cláudio Cunha.

## Sinopse
Após uma vida inteira passada no interior de São Paulo, Augusto e sua família conservadora se mudam para a cidade do Rio de Janeiro, por causa do trabalho. Lá ele acaba se envolvendo com sua secretária, Aparecida. Enquanto isso, seus três filhos também fazem novas relações: Fátima, a mais velha, conhece Tuca, um playboy local; Zequinha, o único filho de Augusto, conhece a carioca Miriam, que se apaixona por ele; e Marita, a filha mais nova, é seduzida por Cláudia. Quando Fátima descobre o caso extraconjugal do pai, a família se desintegra.

## Elenco
- Neuza Amaral ... Tide
- Malu Brandão
- Sandra Bréa ... Fátima
- Simone Carvalho ... Míriam
- Sandra Castro
- Cláudio Cunha
- Rogério Fróes ... Augusto
- Luis Gustavo ... Tuca
- Carlos Imperial
- Ana Maria Kreisler ... Aparecida
- Maurício Lessa
- Miriam Nascimento
- Petty Pesce
- Fernando Reski